# (78607) 2002 SY49
2002 أس واي 49 (ويعرف أيضًا باسم (78607) 2002 أس واي 49 وفق تسمية الكوكب الصغير) (بالإنجليزية: 2002 SY49)‏ هو كويكب ضمن حزام الكويكبات؛ وترتيبه 78607 من حيث الاكتشاف.
اكتُشف هذا الجُرم الفلكي بواسطة تعقب الأجرام القريبة من الأرض في 30 سبتمبر 2002.

## وصلات خارجية
- (78607) 2002 SY49 في قاعدة بيانات مختبر الدفع النفاث لأجرام النظام الشمسي الصغيرة

- الاكتشاف · مخطط المدار ·  العناصر المدارية · المعلمات المادية

- (78607) 2002 SY49 على موقع ويكي سكاي: DSS2, SDSS, GALEX, IRAS, Hydrogen α, X-Ray, Astrophoto, Sky Map, Articles and images